# Isaccea
Isaccea (en turc İshakçı o Isakça) és una ciutat del comtat de Tulcea a Dobrudja a la riba dreta del Danubi. És una ciutat agrícola i ramadera amb granges i piscifactories. És port del Danubi. Destaquen les ruïnes romanes de la fortalesa de Noviodúnum, la mesquita del segle xvii (turca) amb minaret de 25 metres, l'església ortodoxa de Sant Jordi del segle xviii, la tomba d'Isaac Baba, un musulmà suposat fundador de la ciutat pels musulmans i el monestir de Cocoş a 6 km al sud. Té una població de 5.374 habitants. L'àrea de la ciutat és de 103,97 km² i l'àrea urbana residencial de 3,69 km². Està dividida en tres establiments: Isaccea (4.789 habitants), Revărsarea (563 habitants, fundada el 1877 per veterans de la guerra) i Tichileşti (22 habitants, un monestir). Correspondria a la dàcia Genucla, nom derivat del protoindoeuropeu genu, ganivet. Sota els indoeuropeus i l'Imperi Romà es deia Noviodunum o Νοβιόδοῦνος, Noviodounos, un antic nom celta que vol dir Nou Fort.
A De Administrando Imperio (vers 950) en temps de Constantí Porfirogènit es parla d'una ciutat deserta de nom Saka katai (katai seria la transcripció de la paraula ciutat en petxeneg) i Saka derivaria del romanès sacă/seacă, que vol dire "estèril", encara que no es pot assegurar que es tracti de Isaccea. Al segle xi apareix un senyor local de Vicina de nom Σακτζας (Saktzas, probablement Saccea / Sakça), esmentat per Anna Comnena en l'Alexíada. Nicolae Iorga assegura que el senyor era romanès, però també podria haver sigut turc (petxeneg). Vicina era el nom que els genovesos havien donat a un assentament comercial de situació desconeguda que podria ser proper a Isaccea. Al segle xiv, l'àrab Abu al-Fida l'esmenta com "Saecdji". La "i" inicial fou inclosa en època otomana. A l'edat mitjana apareix també com a Obluciţa (en búlgar Облучица, Oblutxitsa, derivat de "oblutxak", que vol dir roca arrodonida per l'aigua.

## Història

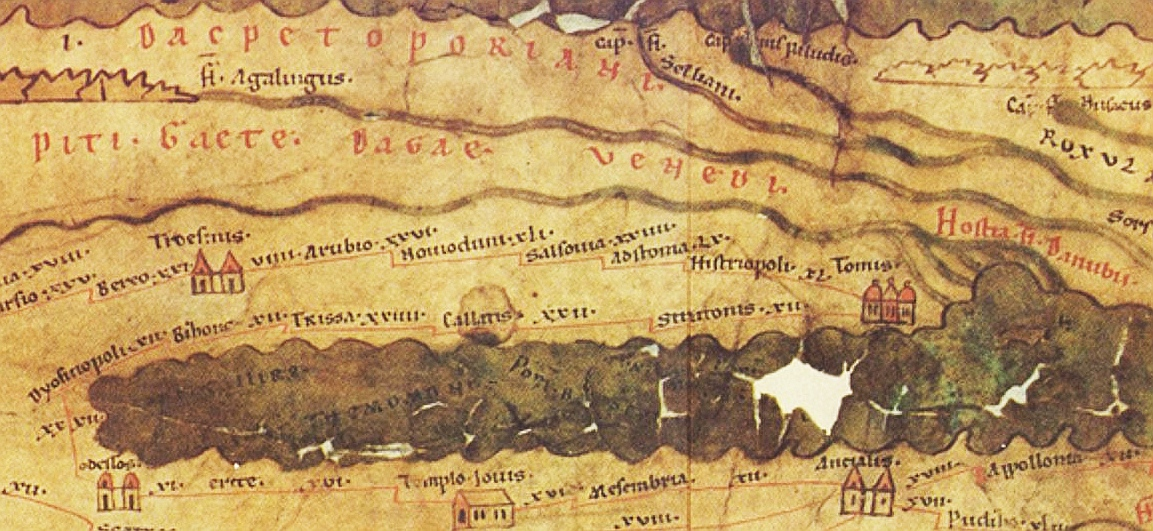
la ciutat com "Novioduni xli", a la Taula de Peutinger

### Antiguitat
S'ha localitzat proper (al nord-oest) un establiment neolític de la cultura Boia-Giuleşti (4100–3700 aC) al lloc anomenat Suhat.
La cultura neolítica fou substituïda per la dels getes amb influències hel·lenístiques. El 514 aC Darios I de Pèrsia va lliurar aquí una batalla decisiva contra els escites europeus. Els grecs hi van tenir una factoria comercial esmentada com una polis per Ptolemeu, Hierocles i altres. Els celtes van expandir el seu territori des d'Europa central, i van arribar a la zona al segle iii aC i la van anomenar "Noviodunum". A l'altre costat del riu hi havia Aliobrix i més al sud Durostorum. Els romans la van conquerir l'any 46 i fou inclosa la província de Mèsia; fou una ciutat fortificada i la principal de la zona i va esdevenir aviat municipalitat Les seves ruïnes estan a 2 km a l'est de la ciutat moderna a un turó anomenat Eski-Kale (paraula turca que vol dir "Fortalesa Vella"). A Noviodunum hi havia la principal base de la flota romana al baix Danubi, la Classis Flavia Moesica, i temporalment fou quarter de la Legio V Macedonica (106-167), la Legio I Italica (167-) i la Legio I Iovia. Vers el 170 els dacis costoboci van atacar la zona de Dobrudja; l'atac es constata a les restes arqueològiques. Els atacs van seguir al segle iii, aliats els dacis amb els carps i els gots, amb una decisiva batalla probablement el 247. Les invasions dels carps (carpi) van assolar les ciutats i esclavitzar als seus habitants i van deixar rastres arqueològics com monedes enterrades o signes de destrucció. Noviodunum fou probablement destruïda durant els atacs dels gots i hèruls en temps de Gal·liè (267); objectes amagats (incloent-hi un tresor amb 1071 monedes romanes. Noviodunum, igual que altres centres urbans, va quedar despoblada fins al final del segle
Sota Constantí el Gran (306-337), la fortalesa de Noviodúnum fou reconstruïda dins el projecte de refermar les fronteres de l'imperi al Danubi. Al segle iv va esdevenir un centre cristià. La tomba de quatre màrtirs cristians es va descobrir el setembre de 1971 prop de Niculiţel (els màrtirs eren Zotikos, Attalos, Kamasis i Philippos i foren morts probablement a Noviodunum durant les persecucions de Dioclecià (303-304) i Licini I (319-324), portats fora de la ciutat i enterrats com a màrtirs pels cristians del poble.
El 369 s'hi va lliurar una gran batalla entre els romans de l'emperador Valent i els teruings dirigits per Atanaric. L'exèrcit de Valent va travessar el riu a Noviodunum (Isaccea) amb un pont de barques, i va trobar als gots a l'altre costat; Valent va aconseguir la victòria però segurament per ser avançat l'any es va retirar; els gots van demanar un tractat de pau que fou signat al mig del Danubi i van jurar no trepitjar més territori romà.
Al 395 va quedar a la part oriental de l'imperi, després Imperi Romà d'Orient, i fou base de l'armada fluvial Classis Flavia Moesica, romana d'Orient destacada al Danubi. Valips, cap dels germànics rugis, aliat dels huns, va conquerir Noviodunum algunes vegades entre 434 i 441, i va passar a formar part dels dominis huns, i després de la mort d'Àtila fou dominada en feu pel capitost dels huns Hernac i després va retornar als romans d'Orient.
Els eslaus es van establir a la zona en començar el segle vi, potser abans, ja que Jordanes al seu llibre escrit el 551 esmenta Noviodunum com situada al límit amb la regió on viuen els "sclaveni". La ciutat va romandre sota domini romà d'Orient però subjecte als atacs d'altres pobles nòmades com els kutrigurs (559) i els àvars (561-562). A la meitat del segle vi Justinià I hi va construir fortificacions i la va erigir en seu d'un bisbe.
Durant el regnat de Flavi Focas (602-610), els àvars i eslaus van travessar la frontera i van dominar de fet la zona que jurídicament restava romana d'Orient fins que el 681 l'imperi va reconèixer el primer estat búlgar renunciant a la província d'Escítia Menor. Durant tres-cents anys no hi ha cap prova històrica d'ocupació a la zona d'Isaccea.

### Edat mitjana
Vers 950 apareixen esmentades sis ciutats desertes anomenades Saka-katai i el 971 la zona va retornar a l'Imperi Romà d'Orient; un segell de Leo Nicerotes, governador de Parístrion de finals del segle, fou trobat a Isaccea vers 1100, una doble muralla fou construïda a la ciutat. El 1036 foren expulsats pels cumans que es van establir a Escítia Menor, segons demostra l'arqueologia amb troballes diverses d'objectes cumans. Els petxenegs van comerciar amb els romans d'Orient com acrediten les nombroses monedes trobades a la regió, unes 700 pel període 1025-1055. Finalment els petxenegs van desaparèixer.

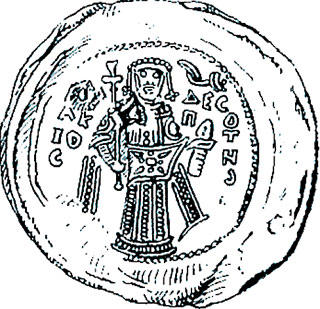
Segell d'Isaac II Àngel

Al segle xii la ciutat, que havia estat devastada pels cumans, fou reconstruïda i a la segona meitat del segle va esdevenir la base militar romana d'Orient principal de la regió, segons suggereixen els dos segells imperials trobats al lloc: un d'Isaac II Àngel (1185–1195) i un de Joan Vatatzes, cap de la guàrdia imperial sota Manuel I Comnè (1143–1180).
Segons les referències musulmanes els tàtars nogais s'hi van establir al segle xiii. Entre 1280 i 1299 la ciutat fou base d'operacions de Nogai Noyan contra la ciutat búlgara de Tirnovo. En aquest temps la ciutat ja era un centre musulmà i residència del famós dervix turc Sarı Saltuk, associat a la conversió de Nogai Noyan a l'islam. El geògraf Abulfeda esmenta la ciutat al territori d'"Al-Ualak" (Valàquia) amb població turca però governada pels romans d'Orient. Era el centre d'un despotat romà d'Orient que existia a la Dobrudja del nord amb Isaccea com a centre; per un temps, entre 1332 i 1337 el despotat fou vassall de l'Horda d'Or amb el nom de "Saqčï".
Els tàtars van tenir una fàbrica de moneda a Isaccea, que va encunyar monedes de plata i coure amb lletres gregues i aràbigues entre 1286 i 1351; algunes monedes porten la marca de l'Horda d'Or i els noms d'alguns kans; també hi apareix el nom de Nogai Noyan i el seu fill Chaka (Chagha) o Čeke (encunyació entre 1296-1301).
Al segle xiv fou governada per Mircea cel Bătrân (el Vell) de Valàquia (1383-1394 i 1397-1418) que la va conservar fins un any abans de morir; el 1417 fou conquerida, junt amb altres fortaleses del Danubi, pels otomans que hi van construir un fortí com a part de la línia defensiva del Danubi establerta per Mehmet I.
Vlad Tepes la va recuperar el 1462 en la seva campanya contra els otomans, i va massacrar a la població local de búlgars musulmans i turcs, matant 1350 persones a la ciutat d'Isaccea i Novoselo, i més de 23000 persones a tot Bulgària. En una carta a Maties Corví de data 11 de febrer de 1462, deia: 
| « | I matat homes i dones, joves i vells que vivien a Oblucitza (nom búlgar d'Isaccea) i Novoselo, on el Danubi corre cap a la mar, damunt de Rahova, que es troba prop de Chilia, des del baix Danubi cap a llocs com Samovit i Ghighen. Varen matar 23.884 turcs i búlgars sense comptar els que es van cremar a les seves cases i aquells als que els nostres soldats no van tallar el cap... Així vostra altesa sabrà que he trencat la pau amb el sultà. | » |

El 1484 els otomans la van reconquerir i fou inclosa a l'Eyalat d'Özi o Silista que incloïa Dobrudja, part de Bulgària i més tard també Budjak i Yedisan. Les matances de Vlad Tepes van canviar la composició ètnica de la població i al segle xvi Isaccea era una ciutat petita però majoritàriament cristiana. La conquesta de Kilia i Akkerman per Baiazet II va eliminar el perill des del nord, i les victòries de Mehmet II des de l'oest; així no hi havia raó per reconstruir la fortalesa ni establir una guarnició.
El 1574 el voivoda Ioan Vodă cel Cumplit de Moldàvia va enviar al pârcălab Ieremia Golia amb un exèrcit contra Obluciţa (Isaccea) per impedir als otomans passar el riu; però Golia va trair al voivoda a canvi de diners i l'exèrcit moldau fou derrotat. Ioan fou finalment executat.
El 6 d'octubre de 1598, Mihai Viteazul va derrotar els otomans a Obluciţa, reconquerint la ciutat. Al següent any, el març de 1599, van retornar i van fer incursions a Valàquia. La resposta de Mihai fou travessar el Danubi i atacar Obluciţa. Mort Mihai el 1601, la ciutat va retornar als otomans.
Al començament del segle xvii van aparèixer els cosacs d'Ucraïna que el 1603 van arribar a Obluciţa i la van incendiar. Osman II va fer una sèrie de campanyes contra els cosacs i com a part d'un sistema de fortificacions, el 1620 va construir un fort a Isaccea, a diferent lloc de l'antic. Des d'aquest segle fou centre d'un kada o districte.
El desembre de 1673, al campament otomà de Isaccea, Demetri Cantacuzè fou escollit príncep (hospodar) de Moldàvia.

### Edat moderna
A la campanya del Prut de 1711 els russos van voler bloquejar als otomans creuant el Danubi a Isaccea, però no ho van aconseguir i els dos exèrcits van xocar a Stănileşti. Isaccea fou assetjada tres vegades: el 1770, 1771 i 1779. La primera fou conquerida pels russos després de la batalla de Kagul, i van destruir les fortificacions i mesquites però la ciutat (a diferència d'altres de la regió) no fou arrasada encara que el 1779 només quedaven 150 cases dretes. Prop d'Isaccea la flota fluvial russa dirigida per José de Ribas va enfrontar a l'otomana que fou capturada durant la guerra russoturca de 1787–1792; els defensors de la ciutat van fugir destruint les fortificacions; els otomans la van recuperar al cap de poc però els russos la van ocupar novament sota el tinent general Galitzine, el març de 1791. En la guerra russoturca de 1828-1829 els russos van travessar el Danubi a Isaccea; la guarnició turca de la ciutat i fortalesa es va rendir sense resistència.
El 1853, a la guerra de Crimea, fou assetjada pels russos abans que el teatre de la guerra es desplacés a la península. Després de la guerra es va establir la Comissió del Danubi per al control de les boques del riu entre Isaccea i la mar Negra.
En començar la guerra russoturca de 1877–1878 els russos van enviar tropes a Galati. 4000 russos van travessar el Danubi a 14 km al sud de Macin i van obtenir la victòria el 22 de juny de 1877 sobre els otomans. El comandant turc d'Isaccea, intimidat, es va retirar i va deixar el nord de Dobrudja als russos.; els musulmans de la regió van fugir en gran nombre.; els russos van entrar a la ciutat sense lluita el 26 de juny de 1877 sota el major general Yanov.
Després de la victòria russa contra els otomans; el sud de Bessaràbia fou annexionat a Rússia i en compensació el nou estat de Romania va rebre la Dobrudja incloent Isaccea. El 1915 fou descrita per Nicolae Iorga com un grup de cases senzilles en un turó.
En la I Guerra Mundial l'exèrcit rus i el romanès van operar a la zona; la primera unitat russa va travessar el riu a Isaccea el mateix dia en què fou declarada la guerra a Bulgària, el 27 d'agost de 1916, i es va dirigir cap a Bulgària, que era un dels estats de les potències centrals. Fracassada l'ofensiva de Flamanda, els russos es van retirar, fins a Isaccea i aquesta ciutat fou defensada per romanesos i russos contra l'ofensiva alemanya, però fou finalment perduda el 24 de desembre de 1916. Després de la derrota Romania va signar el Tractat de Bucarest (1918) per la que cedia el sud de Dobrudja a Bulgària i la resta, inclosa Isaccea, quedava sota control dels poders centrals. El tractat no va tenir pràcticament efecte pels termes de l'armistici amb Alemanya signat a Compiègne l'11 de novembre de 1918 i Isaccea va retornar a Romania i des de llavors s'ha mantingut sota la seva sobirania.

## Demografia
La majoria de la població són romanesos ortodoxos; hi ha un 4% de musulmans. El 1828 hi havia 363 romanesos, 183 turcs, 163 cosacs, 29 grecs, 20 jueus i 3 armenis

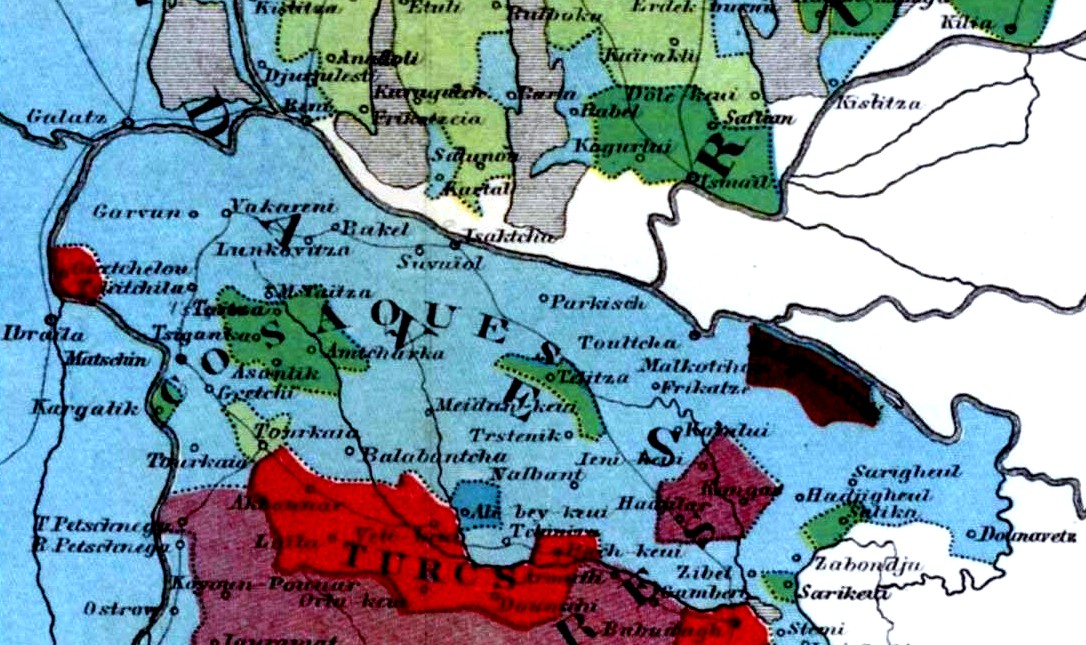
Mapa ètnic el 1861

El 2002 el cens romanès donava: 
| Ètnia      | Nombre | Percentatge |
| ---------- | ------ | ----------- |
| Romanesos  | 5,118  | 95,23%      |
| Turcs      | 208    | 3,87%       |
| Ucraïnesos | 21     | 0,39%       |
| Altres     | 27     | 0,51%       |

### Religió
| Religió              | Nombre | Percentatge |
| -------------------- | ------ | ----------- |
| Ortodoxos            | 5,099  | 94,88%      |
| Musulmans            | 223    | 4,14%       |
| Baptistes            | 30     | 0,55%       |
| Antics Calendaristes | 14     | 0,26%       |
| Altres               | 8      | 0,17%       |

El 95,7% parla romanès i el 3,8% turc com a primer llenguatge.

## Govern
La ciutat és dirigida per un major (alcalde, romanès primar), i un consell local (consiliu local) de 15 membres. El juny de 2008 estava format per:
- Partit Democràtic Liberal de Romania: 7
- Partit Social Democràtic de Romania: 4
- Partit de l'Alternativa Ecologista: 2
- Partir Nacional Liberal de Romania: 1
- Partit de la Gran Romania: 1